# Distributeur à vin
Un distributeur à vin est un appareil permettant le service du vin pour sa dégustation. Le vin est prélevé à partir de la bouteille d'origine, en injectant un gaz inerte pour le préserver de l’oxydation, ce qui permet de conserver le vin dans la bouteille entamée pour un service ultérieur. Cela permet également aux professionnels de proposer un vin dans de bonnes conditions et d'éviter le gaspillage.

## Procédés

### Appareil unique

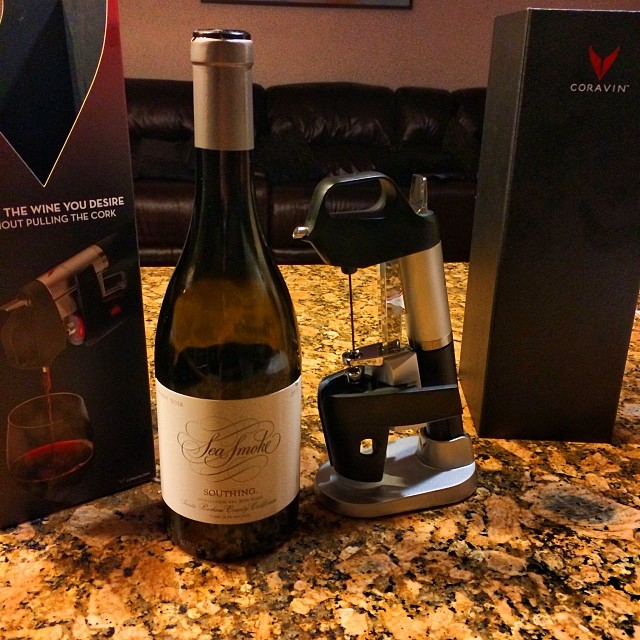
Distributeur à vin "Coravin".

C'est un appareil permettant le service du vin au verre, sans ouvrir la bouteille. La bouteille est simplement décapsulée, l'appareil insère une aiguille creuse à travers le bouchon, qui permet de prélever le vin, pendant qu’un gaz neutre est injecté pour remplir le vide ainsi créé. L'aiguille est retirée, et la bouteille peut être conservée intacte. Le procédé limitant fortement le contact avec l’extérieur, la conservation du vin a posteriori est quasiment la même que si la bouteille n’avait pas été prélevée.
Cet appareil est plus accessible au grand public que les distributeurs multiples. La société Coravin (en) le commercialise notamment.
Le Coravin utilise un gaz alimentaire spécial : l'argon alimentaire qui permet de remplacer le vide créé par le vin prélevé dans la bouteille : cela permet de maintenir la même pression qu'à l'origine tout en protégeant le vin du contact avec l'oxygène qui aurait pour conséquence de l'oxyder.

### Appareil multiple

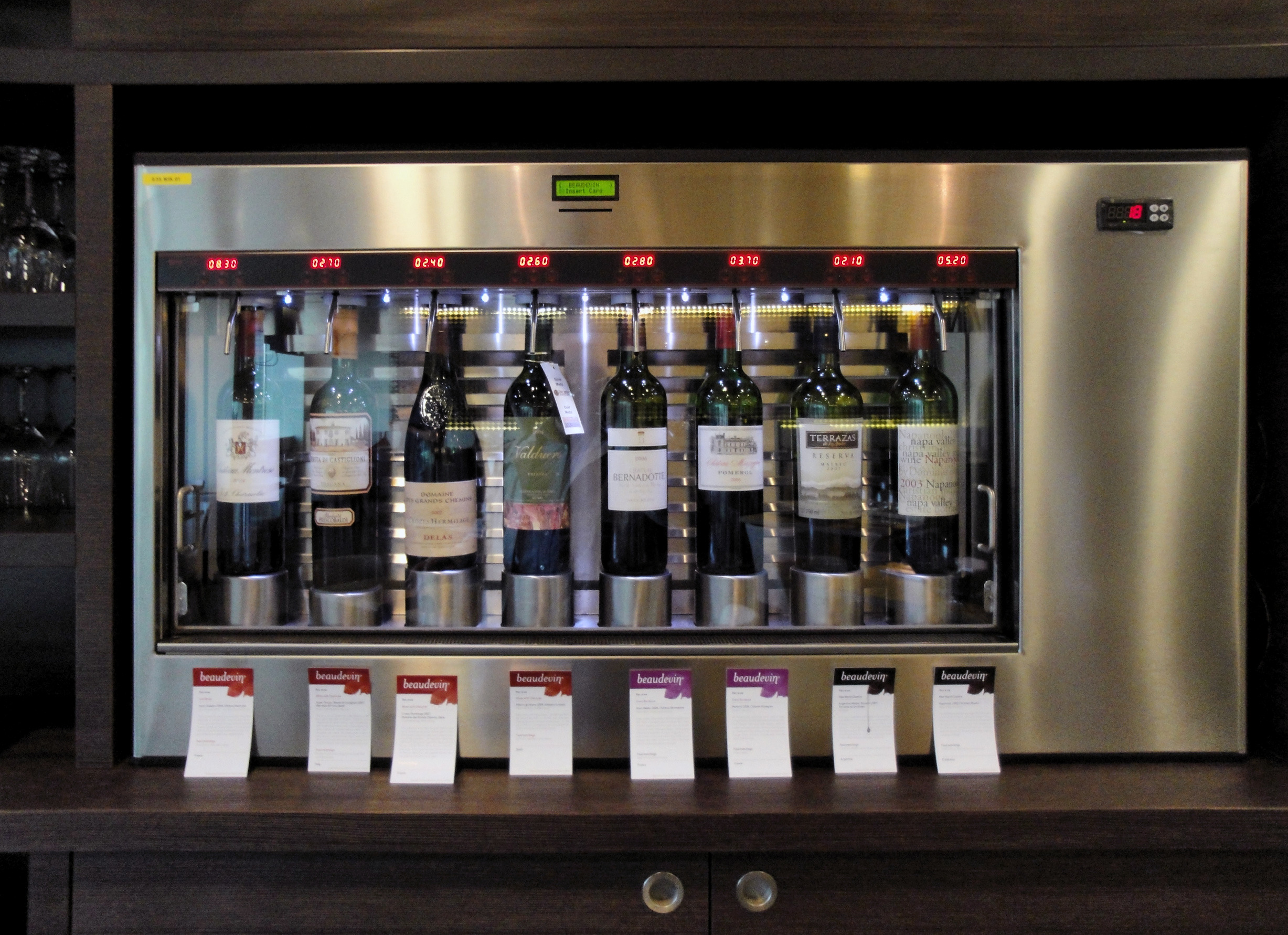
Enomatic Beaudevin.

Les distributeurs multiples à vin  sont des appareils permettant le service de plusieurs bouteilles en parallèle, généralement de 2 à 12 bouteilles selon les modèles. Ce sont des distributeurs sous gaz, celui-ci est composé d'azote majoritairement et de gaz carbonique. Le principe d'utilisation permet de placer une bouteille de vin sous un bec, la machine crée une étanchéité, ainsi l'air n'entre plus dans la bouteille. À chaque fois qu'un verre est tiré, du gaz est injecté à la place du liquide, ce qui permet d'éviter la présence d'oxygène, et donc l’oxydation du vin. Le temps de conservation des vins en bouteille va jusqu'à 3 semaines. La température du service du vin peut également être contrôlée dans l’appareil par un système de réfrigération
Ils sont utilisés principalement par les professionnels dans les bars, restaurants ou caveaux de dégustation. Dans les bars à vin, les vins peuvent être servis grâce à une carte pré-payée à des tarifs adaptés au vin et à la dose, ces doses sont programmables par le commerçant, et vont généralement de 2 à 12 cL.
Il existe plusieurs sociétés commercialisant ce type d'appareils, comme Enomatic, Eurocave, ou Advinéo.